# César Jara
César Jara (Paillaco, Chile, 9 de febrero de 1979) es un músico chileno, integrante del grupo Inti-Illimani desde 2005, en la facción de Inti-Illimani (R).
Sus inclinaciones musicales surgen de su padre, Luis Jara Monsalve, de quien aprendió las primeras notas musicales. A los 12 años ingresó a la escuela de música Johann Sebastian Bach de Valdivia, donde destacó rápidamente como intérprete de guitarra.
Desde sus primeras experiencias musicales, César Jara manifestó una inclinación hacia la música de raíz folcklórica latinoamericana, participando en diversos grupos locales dedicados a la interpretación de esta vertiente.
El año 1997 ingresa a estudiar guitarra clásica al Conservatorio de Música de la Universidad de Chile, y posteriormente concluye la carrera de Pedagogía de Educación Musical en la Universidad Metropolitana de Ciencias de la Educación.
Ha participado en diversos festivales nacionales como Guitarras de América (2003) y EntreCuerdas (2004), demostrando un particular estilo que une las técnicas doctas con la música de raíz folcklórica. Es esta misma tendencia, que lo une a su maestro y amigo Juan Antonio "Chicoria" Sánchez, con quien toma clases particulares y profundiza en este estilo.
También ha sido parte de varios conjuntos nacionales: Vatalpai (2000-2002), Santa Mentira (2001-2004) y junto a Pancho Amenábar (2002-2005), con quien ha desarrollado arreglos y composiciones para salterio y orquesta de cuerdas, así como una interesante carpeta de presentaciones a lo largo del país.
El año 2002 ingresa al taller de música latinoamericana dictado por José Seves en la UMCE, y al año siguiente, es invitado a integrar el grupo de José Seves y Elizabeth Morris (2003-2004)
Desde 2005 participa como músico estable del grupo chileno Inti-Illimani Nuevo.
- Datos: Q5796262